# Вердуно
Вердуно (італ. Verduno, п'єм. Vërdun) — муніципалітет в Італії, у регіоні П'ємонт,  провінція Кунео.
Вердуно розташоване на відстані близько 480 км на північний захід від Рима, 50 км на південь від Турина, 45 км на північний схід від Кунео.
Населення — 566 осіб (2014).
Щорічний фестиваль відбувається 8 вересня. Покровитель — Natività di Maria Vergine.

## Демографія
Населення за роками:

Станом на 1 січня 2023 року в муніципалітеті офіційно проживало 45 іноземців з 14 країн, серед них 19 громадян країн Євросоюзу.

## Сусідні муніципалітети
- Бра
- Ла-Морра
- Родді
- Санта-Вітторія-д'Альба